# Moschea Áziret Sultan
La moschea Áziret Sultan (in kazako Әзірет Сұлтан мешіті?, Áziret Sultan meshiti; in russo мечеть Хазрет Султан?, mečet' Chazret Sultan) – nota anche come moschea Hazrat Sultan – è un edificio di culto musulmano situato ad Astana, capitale del Kazakistan.
Realizzata su progetto dell'architetto Sagyndyk Žanbolatov e dedicata a Khwaja Ahmad Yasavi, all'inaugurazione – avvenuta nel 2012 – era la seconda più grande moschea di tutta l'Asia centrale e rimase la più grande della nazione sino al 2022.

## Storia

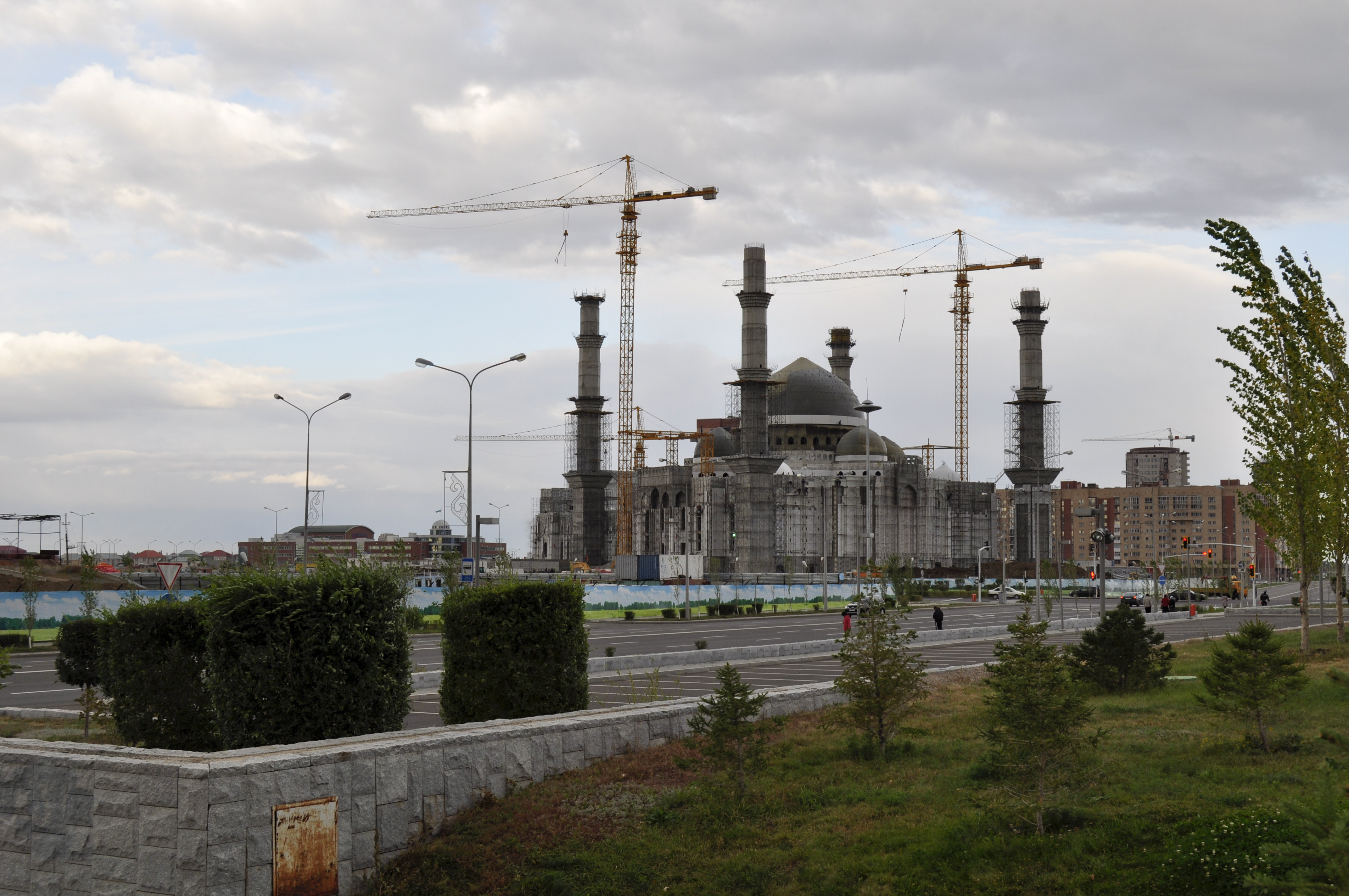
Il cantiere nel 2011.

La costruzione della moschea è considerata una delle tappe del processo di rinascita culturale e religiosa avvenuto nella moderna storia del Kazakistan in seguito alla dissoluzione dell'Unione Sovietica, che per decenni aveva applicato le proprie politiche repressive nei confronti della religione. Il nome dell'edificio è traducibile in moschea del "Sultano Sacro" – epiteto riferito al poeta e mistico Khwaja Ahmad Yasavi vissuto nel XII secolo nel territorio dell'odierno Kazakistan – e fu suggerito dall'allora presidente Nursultan Nazarbaev.
Il progetto venne affidato al capo progettista cittadino in carica, l'architetto locale Sagyndyk Žanbolatov autore di numerose altre opere nella metropoli, che redasse due progetti: uno in stile classico (quello effettivamente realizzato) ed uno in stile moderno. Il compito della costruzione fu assegnato all'impresa edile turca Sembol İnşaat. I lavori presero avvio nel 2009 – il 29 giugno si tenne la cerimonia per la posa di una capsula del tempo – e avrebbero dovuto concludersi a dicembre 2011, ma subirono dei ritardi che causarono lo slittamento del completamento dell'opera. Il cantiere vide coinvolti contemporaneamente fino a 1 500 operai ed il 15 gennaio 2012 venne interessato da un incendio, causato dall'utilizzo di un saldatore su del poliuretano, che provocò un morto tra i lavoratori.
L'inaugurazione dell'edificio avvenne il 6 luglio 2012, nel giorno del compleanno del presidente Nazarbaev, che durante la cerimonia presentò una copia del Corano in argento destinata ad essere lì custodita. La moschea era a quella data la seconda più grande dell'Asia centrale dopo la moschea Turkmenbashi Ruhy di Gypjak, in Turkmenistan; venne successivamente superata per dimensione anche dalla moschea centrale Imam Sarakhsi di Biškek – in Kirghizistan – e dalla moschea centrale di Dušanbe, in Tagikistan. Nel 2022 venne superata per dimensioni da una nuova moschea costruita nella stessa capitale kazaka.

## Architettura
La moschea – includendo le aree esterne – occupa un'area di 11 ha ubicata sulla riva destra del fiume Išim, in una parte della città ricca di edifici pubblici culturalmente significativi come il limitrofo Palazzo della Pace e della Riconciliazione. È costruita con materiali provenienti da 11 diverse nazioni in stile islamico classico, arricchito da ornamenti ed elementi decorativi della tradizione kazaka.

### Esterno
L'edificio è costruito in marmo, ha una superficie di 17700 m² ed è dotato di quattro minareti appuntiti in stile turco-tataro alti 77 m ciascuno e nove cupole innalzate sul corpo centrale: quella principale di 28,1 m di diametro e 51 m di altezza, quattro cupole di 10,45 m di diametro e 33,46 m di altezza ed ulteriori quattro di 7,6 m di diametro e 25,25 m di altezza. La cupola principale è sormontata da un pinnacolo decorato da una mezzaluna dorata rivolta verso La Mecca, mentre la facciata è decorata con ornamenti tradizionali kazaki. Tutte le cupole – inclusa una decima cupola che sormonta un cortile coperto  – sono di colore bianco: l'architetto Žanbolatov ha dichiarato di essersi ispirato per il colore a quelle del Taj Mahal. Il progettista ha altresì spiegato di aver creato l'illusione ottica per cui la costruzione appare bianca da lontano mentre se ne può apprezzare la policromia solamente da vicino traendo ispirazione da simili fenomeni cromatici che avvengono nella steppa del Kazakistan, bioma caratteristico della nazione.
L'area all'esterno della moschea presenta nelle adiacenze dell'ingresso principale una pavimentazione in granito bianco e nero raffigurante una decorazione tradizionale kazaka e – più distanti – delle aiuole floreali, cinque fontane e un parcheggio con 745 posti auto. L'illuminazione esterna è progettata con funzionalità decorativa oltre che pratica: nelle ore notturne proietta sull'intero edificio luce di colore bianco.

### Interno
La moschea permette di accogliere contemporaneamente fino a 10 000 fedeli e comprende un cortile coperto decorato da una fontana in marmo oltre a sale dedicate alle abluzioni, alla celebrazione dei matrimoni, alla recitazione del Corano ed ai sermoni. La sala principale è di aspetto orientalista: presenta un lampadario in cristallo e ottone dal peso di tre tonnellate proveniente dalla Turchia, 26 colonne in marmo bianco e tappeti in tonalità blu. Le pareti riportano i nomi dei profeti, āyāt dal Corano e frasi attribuite a Maometto, mentre la volta della cupola principale è rivestita da ornamenti in stile tradizionale kazako.
Ai livelli superiori sono situate la sala di preghiera per gli uomini – primo piano, capienza 4 000 persone – e quella per le donne, avente capienza di 1 000 persone e sita al secondo piano dove si trovano anche l'ufficio dell'imam ed uno studio televisivo per la registrazione di programmi religiosi. Nell'edificio è inoltre presente una sala per la ristorazione che serve cibo ḥalāl, con capienza massima di 500 persone.

## Copie del Corano

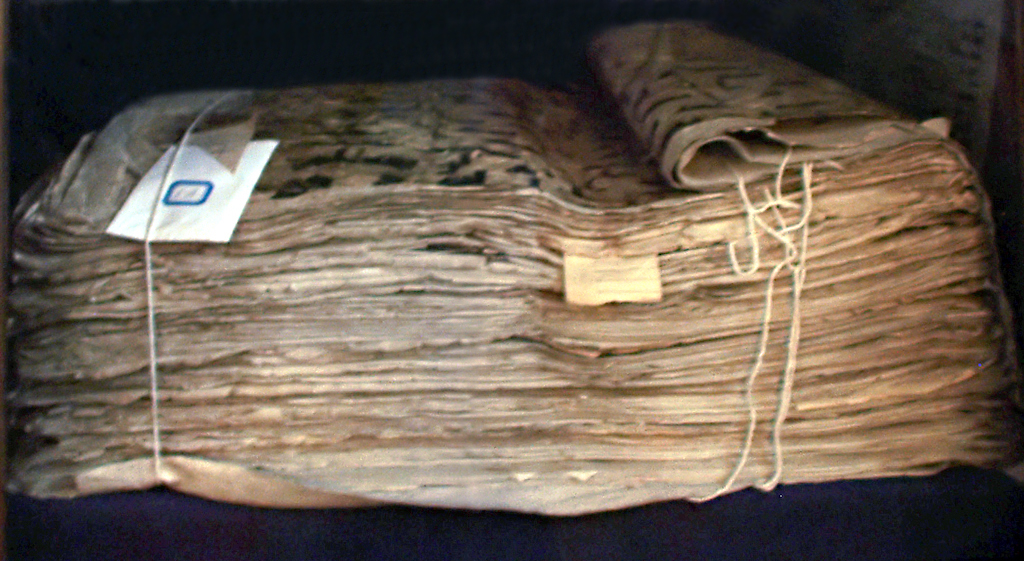
Un esempio di Corano di ʿUthmān: la moschea custodisce copia in argento di quello di San Pietroburgo.

La moschea custodisce due copie del Corano di interesse storico-artistico: una risalente al XII secolo, l'altra realizzata in materiale prezioso.

### Corano del XII secolo
Il Corano del XII secolo esposto nella moschea pesa 40 kg, fu realizzato da Adil Haýa ibn Mýnir ibn Ǵibadýllah e portato nell'odierno Turkistan da Tamerlano nel XIV secolo. La zona era al tempo ricompresa tra i confini dell'impero timuride e lo stesso condottiero morì ad Otrar, una città dell'area.

### Corano d'argento
Il Corano d'argento (in kazako Күміс Құран?, Kúmis Kuran, in russo Серебряный Коран?, Serebrjanyj Koran) è una copia di uno dei Corani di ʿUthmān realizzata in argento puro al 99,9% dalla zecca di Mosca, in Russia, nel 2010. Secondo l'islamistica nel VII secolo il califfo ʿUthmān fece realizzare diverse stesure originali del Corano, una delle quali è custodita presso l'Accademia russa delle scienze di San Pietroburgo e – composta da 81 pagine – è stata utilizzata quale base per effettuare la copia argentea.
La copia in argento venne presentata dall'allora presidente Nazarbaev in occasione dell'inaugurazione della moschea: è stata realizzata in 3D su 162 fogli (ogni foglio contiene la metà di una pagina del manoscritto custodito a San Pietroburgo) e successivamente replicata dalla stessa zecca di Mosca in ulteriori esemplari.